# Rete tranviaria di Kam"jans'ke
La rete tranviaria di Kam"jans'ke è la rete tranviaria che serve la città ucraina di Kam"jans'ke.

## Linee
- 1 DMK - bul. Skalika
- 2 DMK - bul. Dunajs'ka
- 3 DMK - Karnauchivka
- 4 DKHZ - bul. Odes'ka